# 梁镇燊
梁镇燊（1954年6月—），男，汉族，广西北流市人，中共党员，中华人民共和国政治人物。

## 人物经历
梁镇燊早年在故乡广西北流县任职，曾担任该县勾漏乡党委副书记等职，后转任玉林地区行署办公室副主任，行署副秘书长。1991年转任中共平南县委书记、县人武部党委书记。1995年3月，转任中共貴港市（縣級）党委书记，期间，因政绩突出，于1995年获得中共中央组织部表彰为“全国优秀县委书记”。
1995年10月27日，中华人民共和国国务院同意成立地级贵港市，县级贵港市随即撤销，梁氏随即转任新成立的地级贵港市党委常委，市人民政府常务副市长、政府党组副书记。2001年，梁镇燊退居二线，转任贵港市政协副主席、市总工会主席；2013年，当选为中国人民政治协商会议第十一届广西壮族自治区委员会委员，代表总工会，编入第十一组。2016年9月，贵港市政协换届，不再担任政协副主席。